# Кленовое (Правдинский район)
Кленовое — посёлок в Правдинском районе Калининградской области. Входит в состав Железнодорожного городского поселения.

## География
Через село проходит трасса А-196. Недалеко от Кленового берёт начало речка Гнилая — приток Запрудной.

## История
До 1947 года населённый пункт назывался Грюнеберг.

## Население
| 2002 | 2010 |
| ---- | ---- |
| 14   | ↘8   |

Численность населения в 2012 году составила 9 человек.